# Heinrich Tillessen

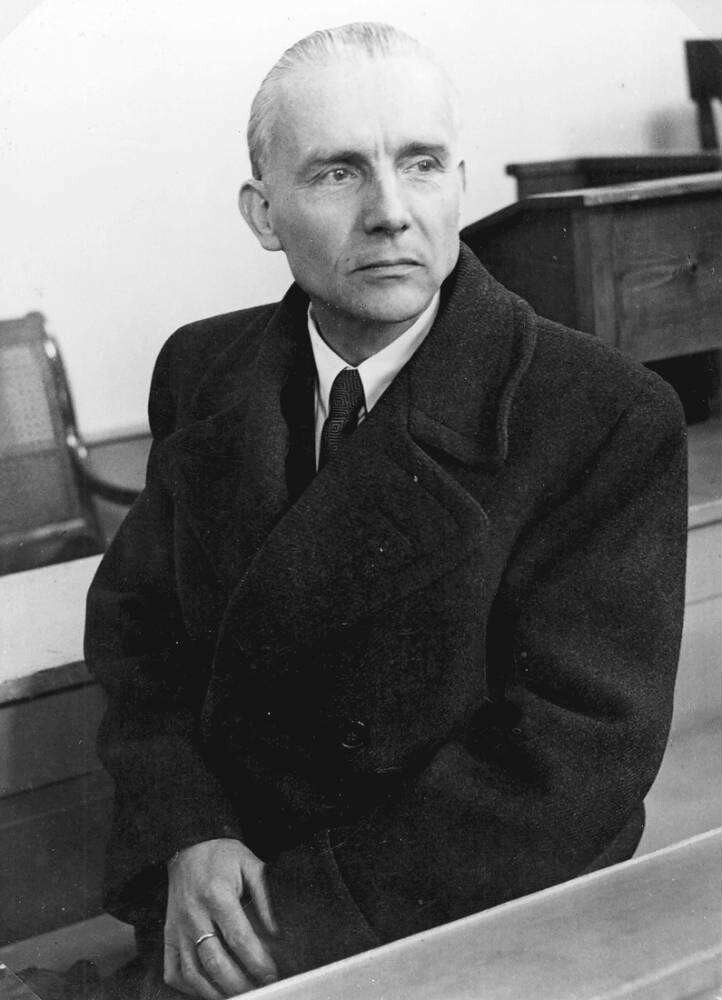
Heinrich Tillessen (um 1947)

Heinrich Tillessen (* 27. November 1894 in Köln; † 12. November 1984 in Koblenz) war ein ehemaliger Marineoffizier, der am 26. August 1921 mit Heinrich Schulz im Auftrag der Organisation Consul (OC) das tödliche Attentat auf Matthias Erzberger verübte, den vormaligen Reichsfinanzminister (Deutsche Zentrumspartei).
Tillessens Bruder Karl war der stellvertretende Leiter der von Hermann Ehrhardt geführten OC.
In der Nachkriegszeit in Deutschland war das Gerichtsverfahren gegen Tillessen eines der von Öffentlichkeit und juristischer Fachwelt am meisten und intensivsten beachteten Gerichtsverfahren, in dem sich exemplarisch zahlreiche Probleme der gerichtlichen Aufarbeitung von Verbrechen vor und während der Zeit des Nationalsozialismus darstellten, insbesondere das Weiterwirken nationalsozialistischer Rechtssetzung.

## Jugend und erste Militärzeit
Heinrich Tillessens Vater Carl Tillessen war Artillerieoffizier, der zum Generalleutnant aufstieg. Die Mutter Karoline war Niederländerin. Tillessen wuchs zusammen mit 10 Geschwistern (3 Brüder und 7 Schwestern) in Köln, Metz und Koblenz – den Garnisonsorten seines Vaters – auf. Ein weiterer seiner Brüder war der spätere Admiral Werner Tillessen. Die Familie galt als streng katholisch. Der Vater wurde 1904 in den Ruhestand versetzt. Die Familie zog darauf nach Koblenz. Nach dem Tod von Vater und Mutter (1910 und 1911) verließ Tillessen das Gymnasium mit Primarreife und trat am 1. April 1912 als Seekadett in den Dienst der kaiserlichen Marine ein. Nach seiner Ausbildung an der Marineschule Mürwik und auf dem Schulschiff Hertha besuchte er den Offizierslehrgang und wurde am 12. April 1913 zum Fähnrich zur See ernannt. Die Zeit bis zum Kriegsausbruch 1914 verbrachte er großteils auf verschiedenen Speziallehrgängen.
Nach Ausbruch des Ersten Weltkrieges tat er auf kleineren Einheiten Dienst, vorwiegend in der Ostsee, wobei es zu keinen nennenswerten Kriegseinsätzen kam. Am 22. März 1915 wurde er zum Leutnant zur See befördert. Am 13. Juli 1917 wurde er zur 17. Torpedoboot-Halbflottille versetzt, wo er unter dem Kommandanten Hermann Ehrhardt als Wachoffizier auf dem Führerboot eingesetzt wurde. Er war von Ehrhardt als einem führungsstarken und charismatischen Offizier beeindruckt. Bei der Auslieferung der deutschen Kriegsflotte nach Scapa Flow führte Tillessen verantwortlich ein Torpedoboot. Nach der Selbstversenkung der Flotte blieb er bis zum 6. Februar 1920 in englischer Kriegsgefangenschaft. Am 30. Juli 1920 wurde er auf eigenen Wunsch aus der Marine entlassen.

## Ermordung Erzbergers

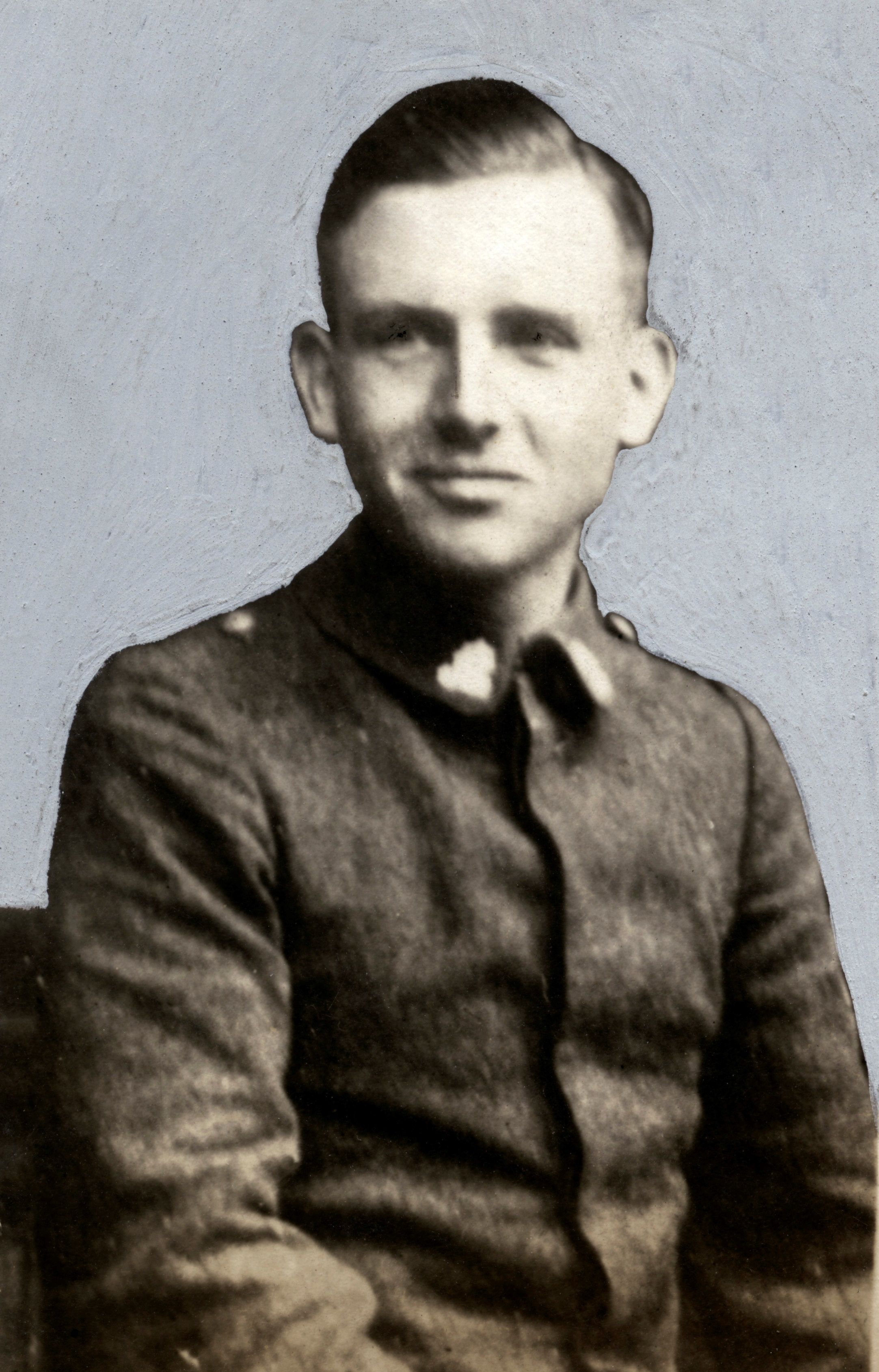
Heinrich Tillessen

Als Tillessen vom Kapp-Putsch erfuhr, eilte er nach Berlin, wo er sich auf Anraten seines Bruders Karl der Offiziers-Sturmkompanie der Marine-Brigade Ehrhardt seines früheren Flottillenchefs anschloss. Hier traf er auch erstmals auf seinen späteren Mittäter Schulz. Nach der Auflösung der Brigade Ehrhardt im April bzw. Mai 1920 bemühte sich Tillessen zunächst darum, einen Zivilberuf zu ergreifen, und nahm auf Anraten seines Bruders Karl eine Stellung bei dem bayerischen Politiker Georg Heim in Regensburg an. Mit drei weiteren ehemaligen Brigadeangehörigen, darunter Schulz, fungierte Tillessen als Leibwächter Heims. Hier radikalisierte er sich zusehends politisch, nicht zuletzt im Umfeld des Deutschvölkischen Schutz- und Trutzbundes.
Am 30. April 1921 berief Ehrhardt Tillessen und Schulz auf eigenen Wunsch zu sich nach München. Hier waren sie in der Zentrale von Ehrhardts im Aufbau befindlicher Terrororganisation OC tätig, deren erklärtes Ziel die Durchführung von Fememorden war. In der militärischen Abteilung B unter Manfred von Killinger, ebenfalls früherer Torpedoboot-Kommandant, war Tillessen für die Versendung der Zeitschrift Der Wiking zuständig. Vom 11. Mai bis Ende Juni 1921 war Tillessen Verbindungsmann Ehrhardts während des dritten oberschlesischen Aufstands in Breslau. Anfang August erteilte Killinger Tillessen und Schulz den Auftrag, Matthias Erzberger zu ermorden.
Nachdem Tillessen und Schulz Erzbergers Aufenthaltsort Bad Griesbach ausfindig gemacht hatten, führten sie ihr Vorhaben am späten Vormittag des 26. August 1921 aus. An einsamer Stelle im Schwarzwald schossen die beiden mehrmals auf Erzberger und seinen Parteifreund Carl Diez, die dort spazieren gingen. Diez wurde schwer verletzt. Erzberger versuchte noch, bergab zu fliehen, brach aber nach zehn Metern zusammen. Die Täter stiegen ihm nach und töteten ihn mit Kopfschüssen aus nächster Nähe. Dann begaben sie sich zurück nach München.

## Flucht
Die Ermittlungsbehörden konnten die Identität der Täter, die diese kaum zu verbergen versucht hatten, rasch ermitteln und lösten eine steckbriefliche Fahndung mit Bildern aus. Tillessen und Schulz verließen München am 31. August 1921. Tillessen versteckte sich zunächst in den Alpen, wechselte dann über Salzburg ins Burgenland. Im November und Dezember 1921 lebten beide Täter unter falschem Namen in Budapest, wo sie sich einem von der „Nationalarmee“ Miklós Horthys unterstützten ungarischen Freikorps anschlossen, das ihnen bereits im Zuge der Planung des Attentats Schutz zugesagt hatte.
Tillessen und Schulz wurden während ihres Aufenthalts in Ungarn mehrfach erkannt, verließen zeitweise Budapest und zogen durch Ungarn und verdingten sich einige Zeit als Gärtner. Ein Auslieferungsersuchen Deutschlands lehnte Ungarn mit dem Hinweis auf das Fehlen eines entsprechenden Abkommens ab. Von seinen politischen Freunden in Deutschland nochmals mit einem falschen deutschen Pass ausgestattet, begab sich Tillessen Ende 1925 nach Spanien. In Madrid fand er Arbeit als Angestellter einer spanischen Luftverkehrsgesellschaft und lebte jahrelang in bescheidenen bürgerlichen Verhältnissen. Den Kontakt zu anderen Deutschen mied er. Auf seiner Flucht entwickelte er Depressionen, die auch während seines späteren Lebens anhielten.

## Rückkehr und zweite Militärzeit
Im Dezember 1932 kehrte Tillessen nach Deutschland zurück und fand in Köln bei Geschwistern Unterschlupf. Nach der Ernennung Hitlers zum Reichskanzler am 30. Januar 1933 unterzeichnete der Reichspräsident Paul von Hindenburg am 21. März 1933 eine Straffreiheitsverordnung (StrFVO), in deren erstem Absatz es heißt:
„Für Straftaten, die im Kampfe für die nationale Erhebung des Deutschen Volkes, zu ihrer Vorbereitung oder im Kampfe für die deutsche Scholle begangen sind, wird Straffreiheit (…) gewährt.“
Demzufolge wurden alle Fememörder der vorausgehenden Jahre straffrei gestellt, einige wurden geradezu als Helden verehrt. Tillessen musste sich nicht weiter verstecken. Er fand wieder Arbeit, baute eine Existenz auf, heiratete und lebte in Düsseldorf, Mannheim und Heidelberg. Er trat am 1. September 1933 der NSDAP (Mitgliedsnummer 3.575.464) und der SA bei. Mit seinem Mittäter Schulz traf Tillessen nur noch einmal kurz vor Ausbruch des Zweiten Weltkrieges zusammen. Am 4. September 1939 wurde Tillessen zum Kriegsdienst eingezogen, kurz darauf aber für borddienstunfähig erklärt. Er verbrachte die Kriegsjahre an Land im Dienste der deutschen Admiralität und wurde Ende 1944 im Range eines Korvettenkapitäns aus der Kriegsmarine entlassen. Er begab sich zu seiner Familie nach Heidelberg.

## Verhaftung und erstes Verfahren
In Heidelberg wurde Tillessen – nach der Besetzung der Stadt durch amerikanische Truppen – als Nationalsozialist angezeigt und am 3. Mai 1945 von der amerikanischen Militärpolizei festgenommen und verhört. Er bekannte von sich aus – ohne direkt danach gefragt worden zu sein – Mittäter am Mord von Matthias Erzberger zu sein. Er blieb daraufhin in Haft; am 15. August 1945 wurde ein förmlicher Haftbefehl erlassen.
Am 13. Mai 1946 wurde Tillessen nach Freiburg verlegt, um sich vor den zuständigen badischen Gerichten zu verantworten. Am 26. August 1946, genau 25 Jahre nach der Tat, reichte der badische Generalstaatsanwalt Karl Siegfried Bader Klage beim Landgericht Offenburg zur Verhandlung vor der Strafkammer ein. Die Kammer lehnte jedoch mit Beschluss vom 10. September 1946 die Eröffnung der Hauptverhandlung ab, da nach ihrer Ansicht entsprechend der Straffreiheitsverordnung von 1933 Straffreiheit bestand. Die Anklage legte hiergegen am 13. September 1946 Beschwerde beim Oberlandesgericht in Freiburg ein und argumentierte, jene Verordnung sei nationalsozialistisches Unrecht, das durch den alliierten Kontrollrat und die Militärregierungen für nichtig erklärt worden sei.
Die zuständige Kammer des Oberlandesgerichtes hob am 30. September 1946 den Beschluss vom 10. September 1946 auf und ordnete die Eröffnung der Hauptverhandlung an. Allerdings folgte die Kammer des Oberlandesgerichts nicht in allen Punkten der Argumentation der Anklage: Ausdrücklich verwies sie darauf, dass sie die Straffreiheitsverordnung von 1933 für anwendbar halte. Andererseits meinte sie, es sei eine Verurteilung der Tat als Verbrechen gegen die Menschheit nach dem Kontrollratsgesetz Nr. 10 zu prüfen. Die Hauptverhandlung fand im November 1946 statt. Die Anklage forderte die Todesstrafe, die Verteidigung Freispruch unter Berufung auf die Straffreiheitsverordnung. Das Urteil wurde bereits am 29. November 1946 vom Kammervorsitzenden Rudolf Göring (1883–1964) verkündet: Freispruch unter Anwendung der Straffreiheitsverordnung. Die Anklage legte sofort Revision ein und verhinderte damit die Rechtskraft des Urteils.
Das Echo auf dieses Urteil war enorm: Die Presse verdammte es als „Schandurteil“, und die in Freiburg versammelte verfassungsgebende Versammlung des Landes Baden protestierte in einer spontanen Resolution auf das „Entschiedenste“.

## Zweites Verfahren vor demTribunal généralin Rastatt
Am konsequentesten reagierten aber die französischen Besatzungsorgane: Tillessen wurde am Tage seiner Haftentlassung vom französischen Geheimdienst abgefangen, nach Frankreich verbracht und dort interniert. Der Vorsitzende der urteilenden Kammer, Landgerichtsdirektor Göring, wurde abberufen, dann beurlaubt und schließlich in den Ruhestand versetzt.
Das französische Tribunal général du Gouvernement militaire de la zone française d’occupation en Allemagne (GMZFOA) mit Sitz in Rastatt bei Baden-Baden als damals oberstes Gericht für alle Zivilsachen in Baden zog das Verfahren an sich. Es erstreckte sich über zwei Termine: 23. Dezember 1946, Hauptverhandlung, und 6. Januar 1947, Urteilsverkündung. Grundlage des Urteils war die zu entscheidende Frage, ob die „Straffreiheitsverordnung“ vom 21. März 1933 auch nach 1945 über Rechtsgültigkeit verfügte.
Bemerkenswert war die im Hinblick auf die Rechtsgültigkeit der StrFVO im Urteil getroffene und dort „für alle deutschen Gerichte und Verwaltungsinstanzen“ bindende  Feststellung des Gerichts, „dass die Wahl zum Reichstag vom 5. März 1933 unter Umständen zustande gekommen ist, die eine offenkundige, von der Regierung begangene Gesetzeswidrigkeit und Gewaltanwendung darstellen, dass das sogenannte Ermächtigungsgesetz vom 23. [tatsächlich: 24.] März 1933 entgegen der Behauptung, dass es der Verfassung entspreche, in Wirklichkeit von einem Parlament erlassen worden ist, das infolge Ausschlusses von 82 ordnungsgemäß gewählten Abgeordneten eine gesetzwidrige Zusammensetzung hatte und dass es durch die Vereinigung aller Vollmachten in der Hand von Hitler alle wesentlichen Voraussetzungen einer ordnungsgemäßen und normalen Rechtsgrundsätzen entsprechenden Regierung verletzt“ und „dass die Regierung Hitlers weder vor noch nach dem 21. März 1933 sich auf ein Vertrauensvotum eines ordnungsgemäß zusammengesetzten Parlaments gestützt hat, ein Erfordernis, das von der damals geltenden Verfassung vom 11. August 1919 aufgestellt war.“
Das Urteil des Landgerichts Offenburg wurde aufgehoben und das Verfahren zur neuerlichen Verhandlung an das Landgericht in Konstanz verwiesen unter der Auflage, dass die Straffreiheitsverordnung von 1933 nicht mehr angewandt werden dürfe.
Die zweite Hauptverhandlung fand vom 25. bis 28. Februar 1947 in Konstanz statt unter Vorsitz des Landgerichtsdirektors Anton Henneka, der später von 1951 bis 1968 Richter des Bundesverfassungsgerichts war. Die Anklage forderte die Todesstrafe, die Verteidigung plädierte nun – um diese abzuwenden – auf Totschlag. Das Gericht sprach Tillessen schuldig des Mordes und eines Verbrechens gegen die Menschlichkeit nach dem Kontrollratsgesetz Nr. 10. Das Strafmaß war 15 Jahre Freiheitsentzug. Das Urteil war rechtskräftig.

## Begnadigung
Bald nach der Urteilsverkündung wurden von der Ehefrau und dem Verteidiger Gnadengesuche gestellt. Im Mai 1952 erhielt Tillessen Haftverschonung; im Dezember 1952 wurde die Reststrafe zur Bewährung ausgesetzt. Im März 1958 wurde die Strafe nach Fürsprache von Matthias Erzbergers Witwe auf dem Gnadenwege erlassen.
Heinrich Tillessen fand wieder Arbeit, lebte in Heidelberg und Frankfurt sowie im hohen Alter in Koblenz. Er verstarb im 90. Lebensjahr.